# Pedro Montserrat Recoder
Pedro Montserrat Recoder (Mataró, Barcelona; 8 de agosto de 1918-Jaca, Huesca; 4 de febrero de 2017) fue un botánico y ecólogo español. Su área de interés fueron la taxonomía de las plantas vasculares (Pteridófitas y las Espermatófitas), la geobotánica y dedicó mucho tiempo al estudio de los pastos, a la ecología de montaña y los agroecosistemas. Fue el cofundador del Instituto Pirenaico de Ecología (CSIC) de Jaca (Huesca), donde formó el herbario más importante del mundo dedicado a las plantas del Pirineo y de Aragón, el herbario JACA y el tercer herbario más grande de España.

## Biografía
Tras la guerra civil española estudia Ciencias Naturales en la Universidad de Barcelona y obtiene su licenciatura en 1945, dedicándose a la Botánica, de la mano del profesor Pío Font Quer.
Preparó su tesis doctoral en el Instituto Botánico de Barcelona y en la Facultad de Farmacia de aquella ciudad, siendo discípulo del Profesor Taurino Mariano Losa España. Con el Prof. Losa realizó a mediados de los 40 campañas de estudio pioneras por el Pirineo aragonés (valle de Ordesa, 1946, Sierra de Guara, 1947), Soria (1948), Andorra (1947-1951), la cordillera Cantábrica, Sanabria y Zamora (1948), los Montes Cantábricos (1949-1953), Menorca (1951-52), etc.
Se doctoró en 1950 en la Universidad de Madrid con la tesis Flora de la Cordillera Litoral catalana (porción comprendida entre los ríos Besós y Tordera), publicada por artículos entre 1955-1968 en la revista Collectanea Botanica, del Instituto de Botánico de Barcelona.
En 1953 ingresó en el Consejo Superior de Investigaciones Científicas (CSIC). Gracias al profesor Albareda pasó varios meses en Inglaterra, donde se especializó en Palinología y Praticultura. A principios de los años 1960, se trasladó al Instituto de Edafología (hoy de Ciencias Medioambientales) de Madrid desde donde estudió el centro, Oeste y Sur de España, así como la Cuenca del Ebro y Soria. Por aquel entonces fue socio fundador de la Sociedad Española para el Estudio de los Pastos, de la que fue secretario, vocal y vicepresidente, siendo socio honorario.
Tras su paso por Madrid en 1963 fundó en Jaca (Huesca), junto con el profesor Enrique Balcells Rocamora, el Centro Pirenaico de Biología Experimental en Jaca (Huesca) (hoy Instituto Pirenaico de Ecología), centro dependiente del CSIC, dentro del que creó el herbario JACA, la colección científica de plantas vasculares del Pirineo más importante del mundo y la tercera en importancia de España.
El Instituto Pirenaico de Ecología (IPE-CSIC) se fundó en 1983, fruto de la fusión del Instituto de Estudios Pirenaicos (creado en 1942) y el citado Centro Pirenaico de Biología Experimental.

### Tesis doctorales dirigidas
- Juan Carlos Báscones Carretero (1978) Relaciones suelo-vegetación en la Navarra húmeda del Noroeste. Estudio florístico-ecológico. Universidad de Navarra. Pamplona.
- Ángel M. HERNÁNDEZ CARDONA (1978) Estudios monográficos de los géneros Poa y Bellardiochloa en la península ibérica y Baleares. Universidad de Barcelona.
- Luis Villar Pérez (1978) Flora y Vegetación del Pirineo Occidental. Universidad de Barcelona.
- Federico FILLAT ESTAQUÉ (1981). De la trashumancia a las nuevas formas de ganadería extensiva. Estudio de los valles de Ansó, Hecho y Benasque. Universidad Politécnica de Madrid.
- Javier FERRER PLOU (1986) Flora y vegetación de las Sierras de Herrera, Cucalón y Fonfría. Universidad de Valencia.
- Daniel Gómez García (1986) Flora y vegetación de la Peña Montañesa y sierra Ferrera (Pirineo Aragonés). Universidad de Barcelona.
- Gabriel Montserrat Martí (1986) Flora y vegetación del macizo del Cotiella y sierra de Chía (Pirineo Aragonés). Universidad de Barcelona.
- José María Montserrat Martí (1986) Flora y vegetación de la Sierra de Guara (Prepirineo aragonés). Universidad de Barcelona.
- Pilar Catalán Rodríguez (1988) Details Geobotánica de las cuencas Bidasoa-Urumea (N.O. de Navarra-N.E. de Guipúzcoa). Estudio ecológico, de los suelos y la vegetación de la cuenca de Artikutza (Navarra). Universidad del País Vasco.
- Juan ERVITI UNZUÉ (1988). Flora y paisaje vegetal de la Navarra Media Oriental. Universidad de Navarra.

## Honores
- Premio "Medio Ambiente de Aragón 1999"
- Académico Correspondiente de la Real Academia de Ciencias Exactas, Físicas, Químicas y Naturales de Zaragoza desde el 9 de mayo de 2002. Su discurso de ingreso se tituló Aspectos ecológicos y culturales del dinamismo rural, publicado en el nº 24 de las Monografías de dicha Academia (2003).
- Biólogo de Honor del Colegio Profesional de Biólogos de Aragón
- Presidente Honorario de la Asociación de Herbarios Íbero-Macaronésicos
- Socio Honorario de la Sociedad Española para el Estudio de los Pastos
- Parque Profesor Doctor Pedro Montserrat Recoder, en Jaca (Huesca)
- Sueldo Jaqués 2007 que otorga el ayuntamiento de Jaca
- Medalla Fernando González Bernáldez de la Universidad de Alcalá, 2008
- Ingeniero de Montes de Honor.
- Premio Heraldo de Aragón al Desarrollo del Conocimiento y los Valores Humanos, 2005
- Premio Aragonia 2006 otorgado por la Asociación de Amigos del Museo Paleontológico, Universidad de Zaragoza, 2006

### Epónimos
- (Amaryllidaceae) Narcissus × montserratii Fern. Casas & Rivas Ponce Homenaje Pedro Montserrat (Monogr. Inst. Pirenaico Ecol. (Jaca), 4) 173 (1988).
- (Aspleniaceae) Asplenium × recoderi Aizpuru & P. Catalán Anales Jard. Bot. Madrid 42(2): 531. 1986 [1985 publ. 1986]
- (Asteraceae) Centaurea × petri-montserratii A. Segura Homenaje Pedro Montserrat (Monogr. Inst. Pirenaico Ecol. (Jaca), 4) 356 (1988), as 'petri-montserrati'.
- (Asteraceae) Hieracium × montserratii Mateo Homenaje Pedro Montserrat (Monogr. Inst. Pirenaico Ecol. (Jaca), 4) 261 (1988).
- (Asteraceae) Hieracium recoderi De Retz Bull. Soc. Bot. Fr. 125 (3-4): 210-211 (1978).
- (Asteraceae) Taraxacum × montserratii Sahlin Pirineos 121: 8 (1984).
- (Caryophyllaceae) Gypsophyla montserratii Fern.Casas P. Inst. Biol. Apl. 52: 121-123 (1972)
- (Caryophyllaceae) Silene montserratii (Fern.Casas) Mayol & Rosselló Taxon 48(3): 479. 1999.
- (Fagaceae) Quercus × montserratii C. Vicioso Collect. Bot., Barcelona ii. 143 (1948).
- (Gentianaceae) Gentiana montserratii Vivant ex Greuter Willdenowia 11(2): 279. 1981
- (Geraniaceae) Erodium recoderi Auriault & Guitt. Lagascalia 11(1): 81 (1983), as 'recoderii'.
- (Iridaceae) Gladiolus communis L. var. montserratii O.Bolòs & Vigo Fl. Països Catalans 4: 166 (2001).
- (Lamiaceae) Sideritis × montserratii D.Rivera & Obón Anales Jard. Bot. Madrid 47(1): 245. 1990 [1989 publ. 1990]
- (Leguminosae) Coronilla montserratii P.Fraga & Rosselló Flora Montiber. 46: 20 (19-26; fig.1-2). 2010 [octubre de 2010]
- (Linaceae) Linum suffruticosum subsp. montserratii Mart. Labarga & Muñoz Garm. Flora Iber. 9: 508 (lám. 45 m-q, fig. 11e) 2015 [noviembre de 2015]
- (Ranunculaceae) Ranunculus montserratii Grau Mitt. Bot. Staatssamml. München 20: 15 (1984).
- (Rosaceae) Alchemilla montserratii S.E. Fröhner Anales Jard. Bot. Madrid 50(2): 189. 1992
- (Saxifragaceae) Saxifraga × montserratii T.E. Díaz, Fern.Areces & Pérez Carro Anales Jard. Bot. Madrid 47(1): 67. 1990 [1989 publ. 1990]
- (Saxifragaceae) Saxifraga × recoderi Fern. Areces, L. Villar & T.E. Díaz Doc. Ecol. Pyrén. 5(1988): 201 (200-202; fig. 1A)
- (Scrophulariaceae) Antirrhinum × montserratii Molero & Romo Homenaje Pedro Montserrat (Monogr. Inst. Pirenaico Ecol. (Jaca), 4) 266. 1988.
- (Scrophulariaceae) Orobanche montserratii A. Pujadas & D.Gómez Anales Jard. Bot. Madrid 57(2): 269. 2000 [1999 publ. Jan 2000]
- (Violaceae) Viola pyrenaica Ramond ex DC. subsp. montserratii Fernández Casado & Nava in Candollea 41: 102 (1986)
- (Woodsiaceae) Cystopteris × montserratii Prada & Salvo Anales Jard. Bot. Madrid 41(2): 466. 1985 [1984 publ. 1985]

- La abreviatura «P.Monts.» se emplea para indicar a Pedro Montserrat Recoder como autoridad en la descripción y clasificación científica de los vegetales.[3]